# Dillnäs socken
Dillnäs socken i Södermanland ingick i Daga härad, uppgick 1941 i Gåsinge-Dillnäs socken och är sedan 1992 en del av Gnesta kommun, från 2016 inom Gåsinge-Dillnäs distrikt.
Socknens areal var 29,95 kvadratkilometer, varav 21,30 land.  År 1941 fanns här 333 invånare. Heby slott och kyrkbyn Dillnäsby med sockenkyrkan Dillnäs kyrka ligger i socknen.  

## Administrativ historik

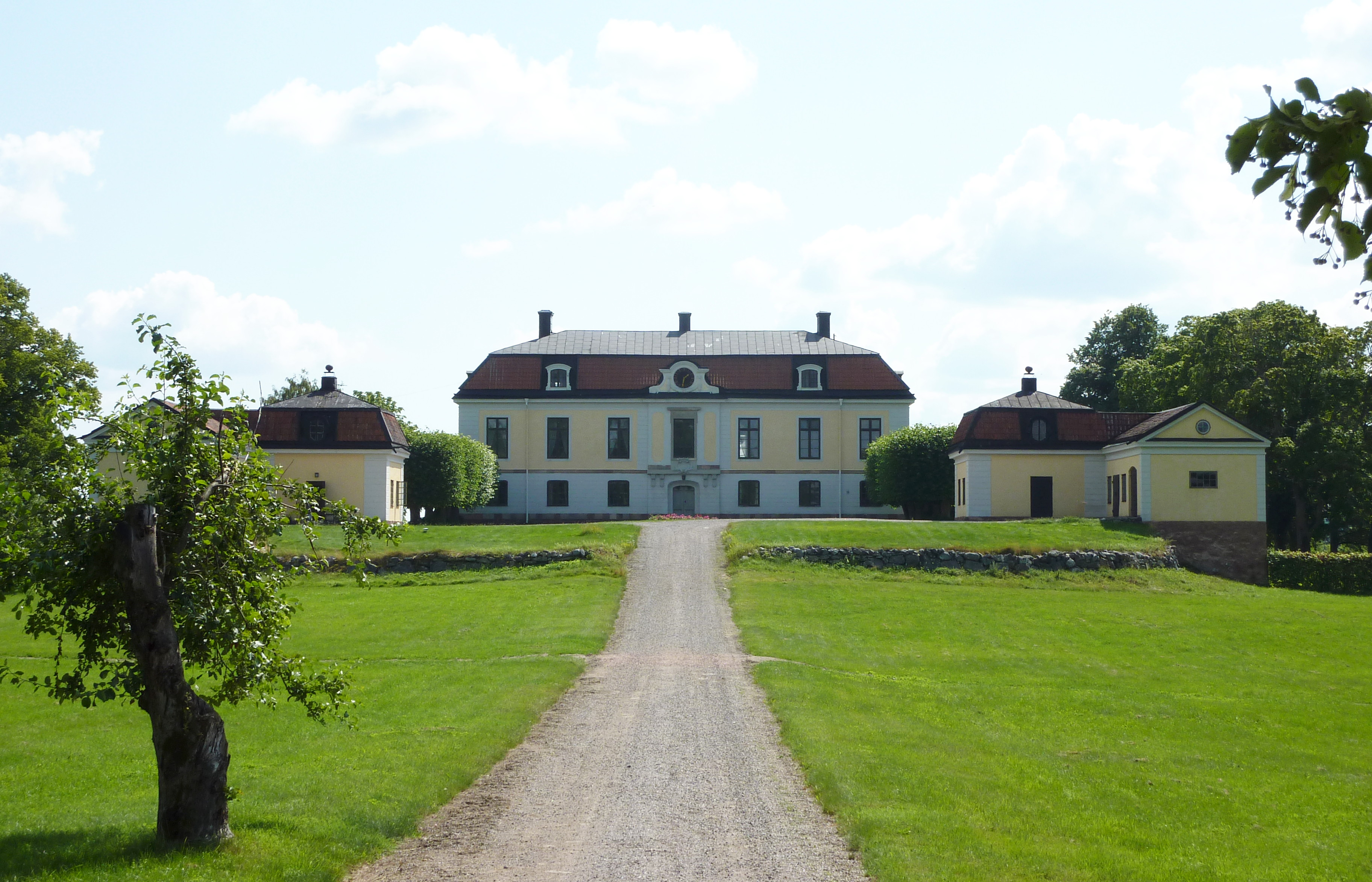
Heby slott.

Dillnäs socken har medeltida ursprung. 
Vid kommunreformen 1862 övergick socknens ansvar för de kyrkliga frågorna till Dillnäs församling och för de borgerliga frågorna till Dillnäs landskommun. Socknen var en egen jordebokssocken till 1941 när den blev en del av Gåsinge-Dillnäs jordebokssocken. Landskommunen uppgick 1941 i Gåsinge-Dillnäs landskommun som 1941 uppgick i Daga landskommun som 1974 uppgick i Nyköpings kommun där denna del 1992 utbröts och överfördes till Gnesta kommun. Församlingen uppgick 1941 i Gåsinge-Dillnäs församling som 2006 uppgick i Daga församling.
1 januari 2016 inrättades distriktet Gåsinge-Dillnäs, med samma omfattning som Gåsinge-Dillnäs församling hade 1999/2000 och fick 1941, och vari detta sockenområde ingår.
Socknen har tillhört län, fögderier, tingslag och domsagor enligt vad som beskrivs i artikeln Daga härad. De indelta soldaterna tillhörde Södermanlands regemente.

## Geografi
Dillnäs socken ligger kring sjön Klemmingen. Socknen har odlingsbygd vid sjön och är i övrigt en bergig skogsbygd.

## Fornlämningar

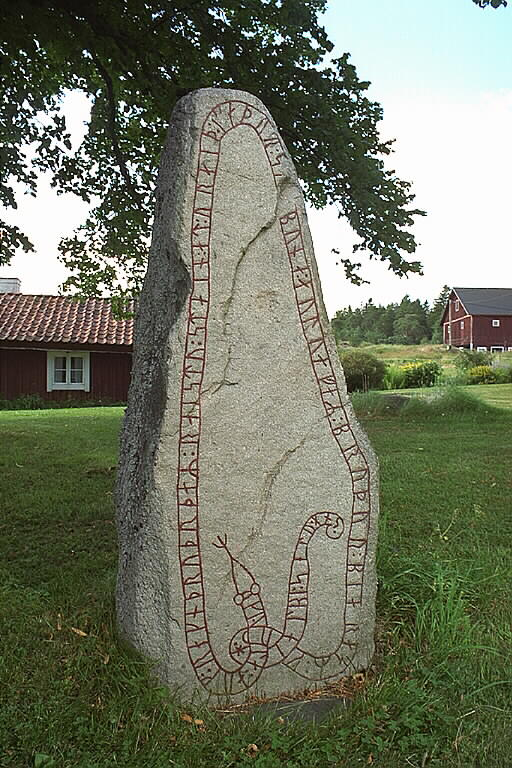
Runstenen Sö 8 vid Nybble.

Spridda gravrösen och gravar från järnåldern finns här liksom en fornborg och två runristningar.

## Namnet
Namnet (1314 Dyllenäs) kommer från kyrkbyn som ligger på ett näs i sjön Klemmingen. Förleden kan innehålla ett växtnamn möjligen för åkermolke.